# Carlo Chabran
Carlo Giuseppe Valentino Chiabrano, també Chabran, Chiabran, Ciabran, Ciabrano o Ciatrano, (Piemont, 1723 - 1795) fou un notable violinista i compositor italià.
El 1747 ingressà en la capella reial del rei de Sardenya i marxà el 1751 a París, on fou professor de violí tenint entre els seus alumnes el suís Édouard Du Puy i, on a més deixà sentir en el Concert Spirituel. Publicà en aquesta ciutat una col·lecció de sonates i una altra de concerts, ambdues per a violí.